# Заславський деканат (Луцько-Житомирська дієцезія)

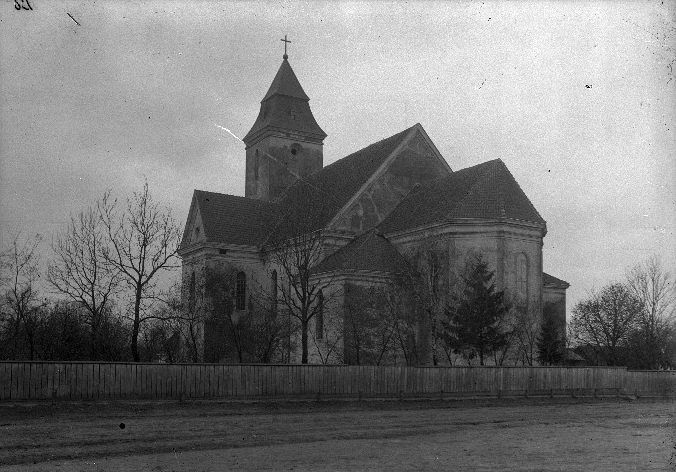
Костел святого Івана Хрестителя, Заслав

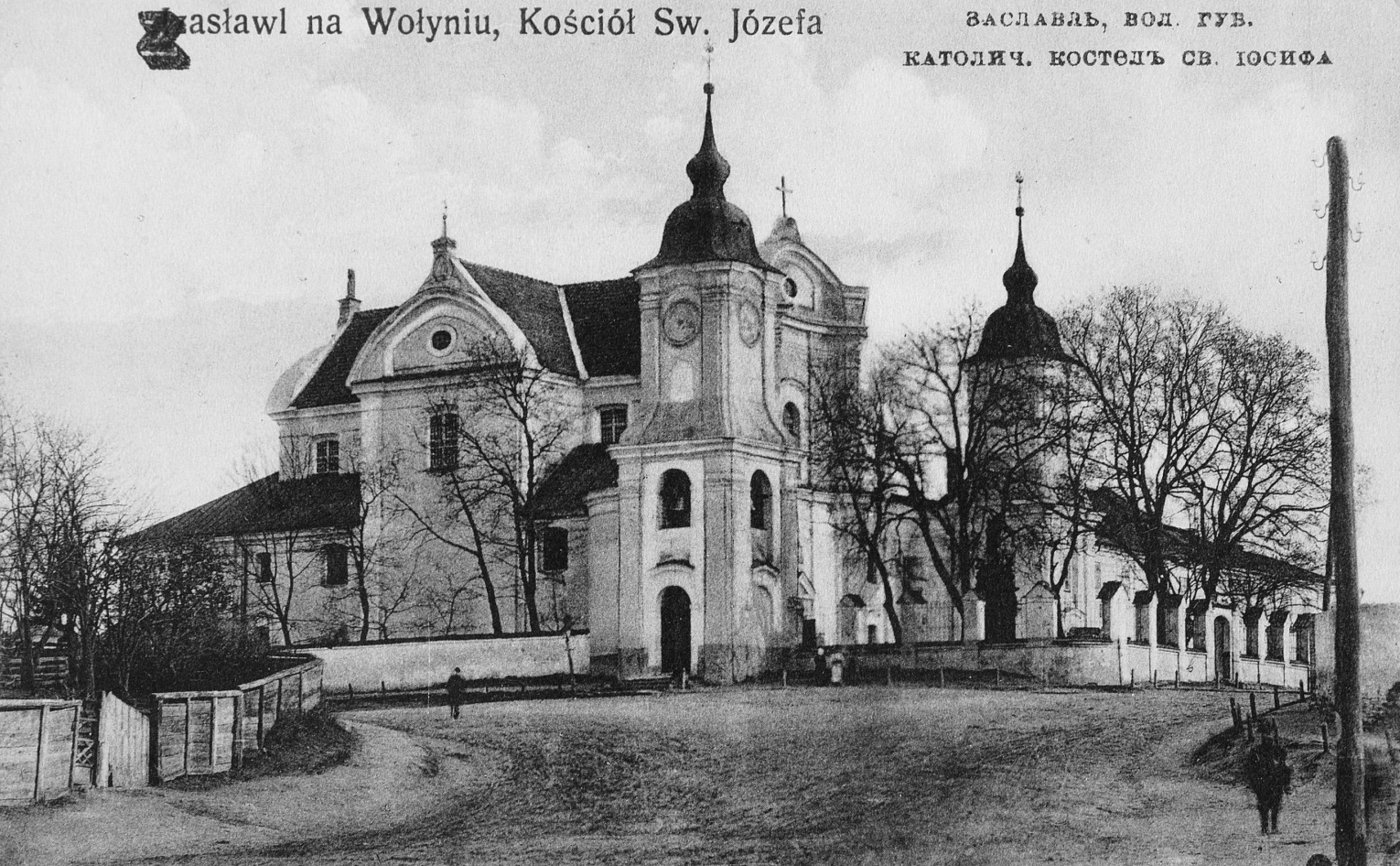
Костел святого Йосипа, Заслав

Костел Преображення Господнього, Білогородка

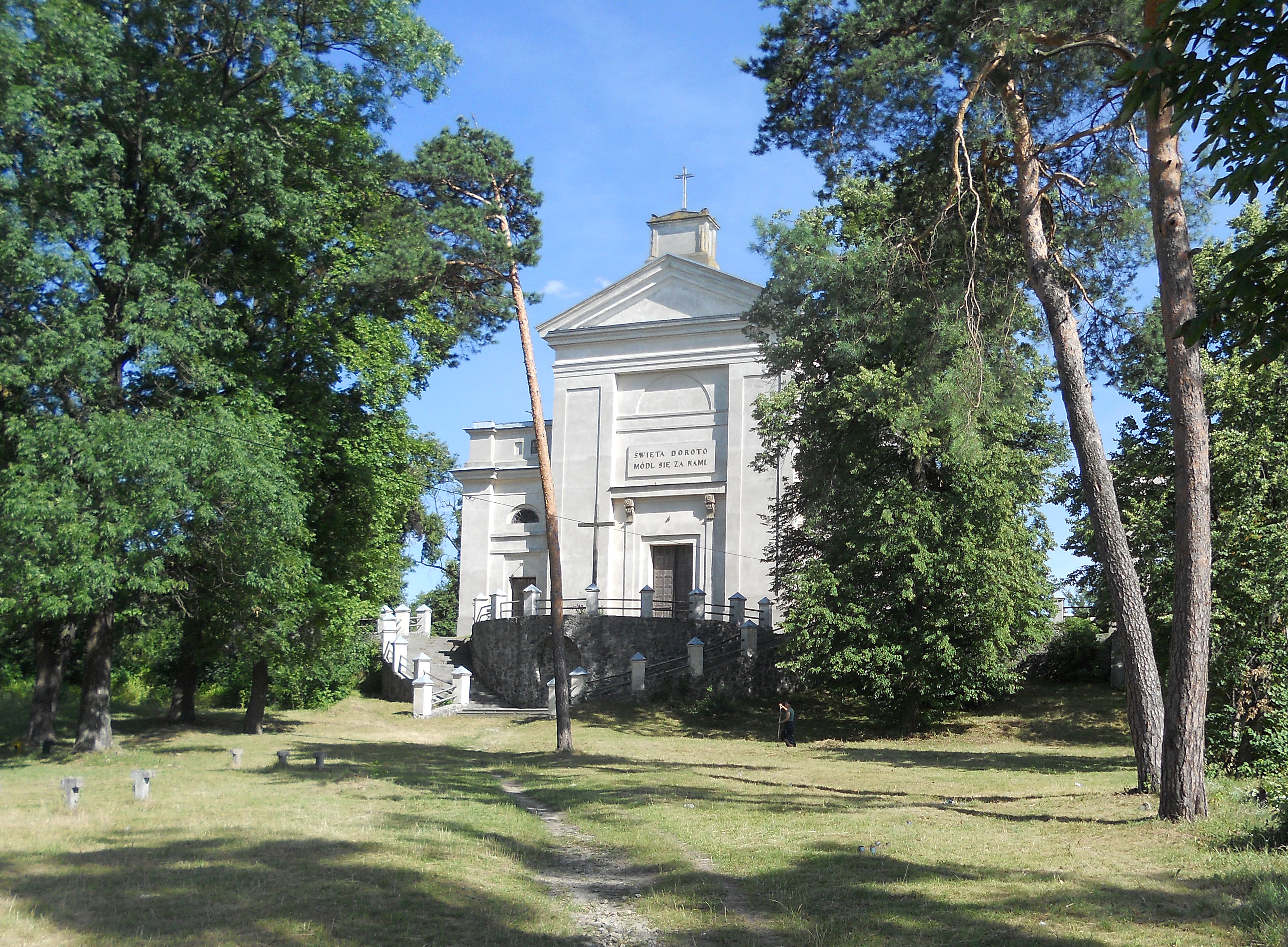
Костел святої Дороти, Славута

Заславський деканат Луцько-Житомирської дієцезії Римсько-католицької церкви, діяв до початку ХХ століття.

### Заславський деканат (1831)
До Заславського деканату Луцької дієцезії входили:
- Костел Преображення Господнього, Білогородка
- Костел парафіяльний і монастиря кармелітів Благовіщення Пресвятої Діви Марії, Городище
- Костел парафіяльний і монастиря кармелітів Непорочного зачаття Пресвятої Діви Марії, Лабунь
- Костел парафіяльний Святого Йоана, Заслав
- Костел парафіяльний і монастиря лазаристів Святого Йосифа, Заслав[1]

### Заславський деканат (1843)
- Парафія Св. Івана Хрестителя. Заслав

Парох: Франциск Марковський;
Вікарій: Тома Гуцевич
- Парафія Св. Йосипа, Монастир оо. Лазаритів. Заслав

Настоятель і парох: Мацей Наркевич;
Екзамінатори: Матеуш Зишковський, Йосип Шиманський, Ігнатій Лабановський; 
Інші: Йосип Кузьмицький, Вінцент Борковський, Тома Лєнчевський, Іван Пьотровський, Іван Міклашевський (мирянин)
- Парафія Св. Дороти. Славута

Парох: Франциск Волинський;
Вікарій: Матвій П'юсґюлен (Piusghiulgian) 
- Білогородка

Парох: Йоан Нєґардовський (декан);
Вікарії: Станіслав Бентковський, Йосип Бентковський
- Лабунь

Парох: Елій Подґурський;
Вікарій: Бернард Вонцевич

## Ресурси мережі
- DIRECTORIUM OFFICII DIVINI Pro Dioecesi LUCEORIENSIS in Annum Domini 1843 [Архівовано 18 грудня 2009 у Wayback Machine.] (лат.)
- Державний архів Житомирської області. Каталог метричних книг. – Т. 1: Римо-католицизм; греко-католицизм; лютеранство; іудаїзм / Упорядн.: Бовсунівська О. Г., Будішевська В. В., Кондратюк Р. Ю., Кравчук Н. Г. Державний архів Житомирської області. – Житомир: вид-во "Волинь", 2010. [Архівовано 8 січня 2013 у Wayback Machine.]

| Релігія | Це незавершена стаття про релігію. Ви можете допомогти проєкту, виправивши або дописавши її. |